# Stanko Arko
Stanko Arko, slovenski veterinar, * 14. november 1892, Postojna, † 13. april 1977, Ljubljana. 

## Življenje in delo
Arko je leta 1914 diplomiral na dunajski visoki veterinarski šoli. Po koncu vojne je bil Maistrov borec za severno mejo, nato pa je kot veterinar služboval v Ljubljani, na Rakeku, Prevaljah, Čabru (Hrvaška) in Novem Sadu. Po drugi svetovni vojni je bil pomočnik direktorja za proizvodnjo cepiv in zdravil v Beogradu, okrajni veterinar v Postojni, nato je delal na veterinarskem oddelku ministrstva za kmetijstvo in gozdarstvo v Ljubljani in nazadnje na Veterinarskem znanstvenem zavodu v Ljubljani. Ukvarjal se je tudi z kinologijo. Napisal je več člankov in strokovnih knjig, predvsem o kuncih. Bil pa je tudi urednik časopisa Živinorejec.